# Silvio Camelo
Silvio Rogério Dias Camelo (Maceió, 7 de julho de 1971),  é um político brasileiro, filiado ao PV. Nas eleições de 2022, foi eleito deputado estadual por AL.